# Социјална медицина
Социјална медицина је грана медицине која проучава факторе који угрожавају друштвено благостање, односно који утичу на појаву поремећаја и болести, које су условљене деловањем неповољних утицаја из социјалне заједнице, као што су услови становања, исхране, загађења животне средине и сл.